# ルーツ・ラディックス
ルーツ・ラディックス（Roots Radics）は、1978年にベース奏者のエロール・フラバ・ホルト、ギタリストのエリック・「ビンギー・バニー」・ラモント、ドラマーのリンカーン・スタイル・スコットによって結成された。彼らに、ギタリストのノエル・ソウェル・ベイリーやドワイト・ピンクニーやスティーヴ・ゴールディング、キーボード奏者のウィクリフ・スティーリー・ジョンソン、ピアニストのグラッドストーン・グラディ・アンダーソン、サックス奏者のヘッドリー・ベネットなど、多くのミュージシャンが加わった。ルーツ・ラディックスは合体した力となって、1980年代前半にサウンドを支配する、評判の高いスタジオ・バンドにしてステージ・バンドとなった。彼らはバニー・ウェイラー、グレゴリー・アイザックス、マイケル・プロフェット、イーク・ア・マウス、イスラエル・ヴァイブレーションなどのアーティストをサポートし、その名義でいくつかのアルバムもリリースした。余談だが、英語の「Radical」はラテン語の「Radix」から派生したもので、「Radix」は「Root」のラテン語である。
1979年後半のどこかで、バンドは音楽プロデューサーのヘンリー・ジュンジョ・ローズが手掛けたバリントン・レヴィの最初の楽曲群のリディムをレコーディングした。当時はチャンネル・ワン・スターズとしてクレジットされていた。後の考察では、これらのリディムが、現在のジャマイカにおけるダンスホール・ミュージックの誕生とみなされている。
スタジオのラインナップとしての存在を求められてきたルーツ・ラディックスは、スタジオやツアーにおいて有名なレゲエ・スターの何人かを支えてきた。例えば、『Bubble Up Yu Hip』（1980年）、『Wa-Do-Dem』（1981年）、『Skidip』（1982年）、『The Mouse and the Man』（1983年）、『Assassinator』（1983年）といった、いくつかのイーク・ア・マウスのアルバムに参加している。また、レゲエのスーパー・スターであるグレゴリー・アイザックスをクラシック・アルバム『ナイト・ナース』（1982年）でサポートしており、また、プリンス・ファー・アイのリリースしたソロ・レコーディング作品にクレジットされ、音楽プロデューサーであるエイドリアン・シャーウッドによるスタジオ・スーパーグループ、シンガーズ・アンド・プレイヤーズの一部としてクレジットされている。
ジョンソンは、音楽プロデュース・デュオ、スティーリー・アンド・クリーヴィーの片割れとなった。ベイリーは2014年7月に61歳で癌によって亡くなった。リンカーン・スタイル・スコットは2014年10月9日、自身の家で亡くなった状態で発見された。